# Nǎi Nai & Wài Pó
Nǎi Nai & Wài Pó (em chinês:  奶奶跟外婆) é um documentário em curta-metragem estadunidense de 2023 dirigido por Sean Wang que segue a história de suas avós paternas e maternas imigrantes chinesas. Foi adquirido pela Disney para distribuição e estreou no Disney+ e na hulu em 9 de fevereiro de 2024.

## Enredo
O documentário acompanha o cotidiano das duas avós do diretor Sean Wang: Chang Li Hua, de 83 anos (avó materna, Wài Pó) e Yi Yan Fuei, de 94 anos (avó paterna, Nǎi Nai). Os dois moram juntos, dormem na mesma cama e cuidam um do outro.

## Produção
Nǎi Nai & Wài Pó foi filmado na Bay Area na primavera de 2021, numa época em que os crimes de ódio contra asiáticos estavam aumentando devido à pandemia de COVID-19. Nessa altura, Wang passou alguns meses com as avós e observou-as no seu dia a dia, atividade da qual aproveitou bastante, pois também gostavam de dançar e de fazer bobagens, entre outras coisas. Para Wang, essas emoções puras de felicidade e alegria, bem como humor e palhaçada, contrastavam fortemente com os muitos crimes de ódio antiasiáticos que ocorriam nos Estados Unidos na época, especialmente na Bay Area, de onde Wang é natural.

## Lançamento
Nǎi Nai & Wài Pó estreou no South by Southwest, onde ganhou os prêmios do Grande Júri e do Público para Curtas-Metragens Documentais. O filme foi adquirido pela Disney para transmissão no Disney+ e na hulu, onde está disponível desde 9 de fevereiro de 2024.

## Prêmios e indicações
| Premiação | Data de cerimônia   | Categoria                             | Recipiente(s) | Resultado | Ref.  |
| --------- | ------------------- | ------------------------------------- | ------------- | --------- | ----- |
| Oscar     | 10 de março de 2024 | Melhor documentário em curta-metragem | Sean Wang     | Pendente  | [ 5 ] |